# 바이오펑크
바이오펑크(Biopunk)는 생명공학에 초점을 맞춘 SF의 하위 장르이다. 사이버펑크에서 파생되었지만 기계적 사이버웨어와 정보 기술보다는 생명공학의 의미에 중점을 둔다. 바이오펑크는 합성 생물학에 관심을 갖고 있다. 바이오 해커, 생명공학 거대 기업, 인간 DNA를 조작하는 억압적인 정부 기관 등이 등장하는 사이버펑크에서 파생된다. 사이버펑크의 어두운 분위기에 가장 잘 어울리는 바이오펑크는 일반적으로 유전공학의 어두운 면을 조사하고 생명공학기술의 낮은 면을 나타낸다.

## 설명
바이오펑크(Biopunk)는 재조합 DNA의 발명에 따른 생명공학 혁명의 가까운 미래(대부분 의도하지 않은) 결과에 초점을 맞춘 사이버펑크와 밀접한 관련이 있는 SF의 하위 장르이다. 바이오펑크 이야기는 생명공학을 사회 통제와 이익 창출의 수단으로 오용하는 전체주의 정부와 거대 기업의 전형적인 디스토피아적 배경에 맞서 종종 인체 실험의 산물인 개인이나 집단의 투쟁을 탐구한다. 사이버펑크와 달리 정보 기술이 아닌 합성 생물학을 기반으로 한다. 포스트사이버펑크 소설에서처럼 개인은 일반적으로 사이버웨어가 아닌 유전자 조작을 통해 수정되고 강화된다. 바이오펑크 소설의 일반적인 특징은 불법적이고 규제되지 않거나 윤리적으로 모호한 생물학적 변형 및 유전 공학 절차를 수행하는 실험실, 진료소 또는 병원인 "블랙 클리닉"이다. 바이오펑크 소설의 많은 특징은 최초의 사이버펑크 소설 중 하나인 윌리엄 깁슨의 뉴로맨서(Neuromancer)에 뿌리를 두고 있다.

## 같이 보기
- 사이버펑크
  - 사이버펑크 파생물
    - 나노펑크
    - 디젤펑크
    - 스팀펑크
    - 솔라펑크
- 트랜스휴머니즘